# كليف إيبرهارت
كليف إيبرهارت (بالإنجليزية: Cliff Eberhardt)‏ هو مغن مؤلف وعازف قيثارة أمريكي، ولد في 7 يناير 1954.

## وصلات خارجية
- كليف إيبرهارت على موقع ميوزك برينز (الإنجليزية)
- كليف إيبرهارت على موقع أول ميوزيك (الإنجليزية)
- كليف إيبرهارت على موقع ديسكوغز (الإنجليزية)